# 土龙川站
土龙川站是位于甘肃省皋兰县石洞乡土龙川村的一个铁路车站，邮政编码730200。车站建于1956年，有包兰铁路经过该站，现不办理客货运业务，车站及其上下行区间均为电气化区段。车站距离包头站921公里，隶属兰州铁路局，是五等站。